# Pfarrkirche Pellendorf

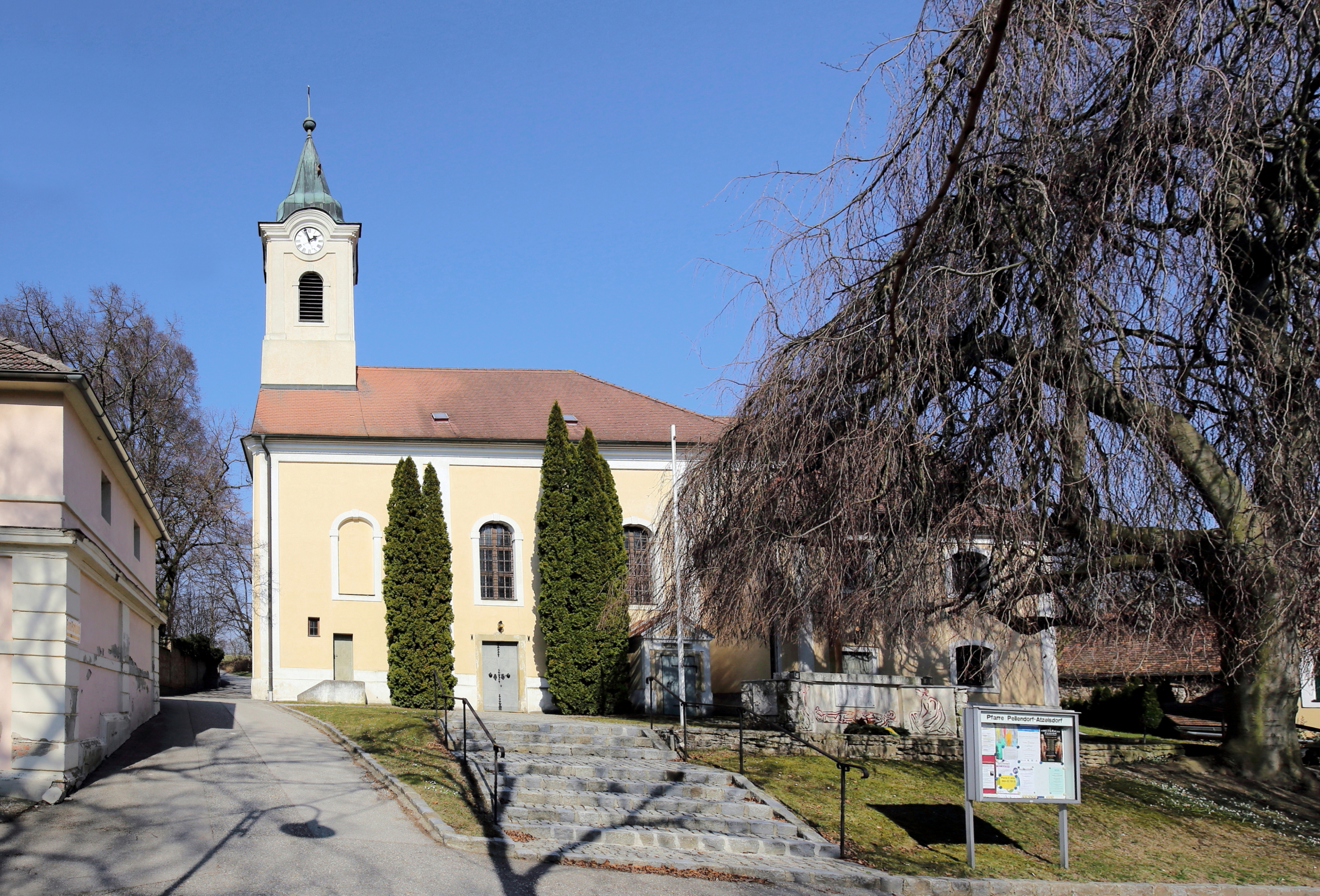
Katholische Pfarrkirche hl. Katharina in Pellendorf

Die römisch-katholische Pfarrkirche Pellendorf steht auf dem Kirchbühel am Nordrand der Ortschaft Pellendorf in der Marktgemeinde Gaweinstal im Bezirk Mistelbach in Niederösterreich. Die dem Patrozinium der hl. Katharina unterstellte Pfarrkirche gehört zum Dekanat Mistelbach-Pirawarth im Vikariat Unter dem Manhartsberg der Erzdiözese Wien. Die Kirche steht seit 2022 unter Denkmalschutz (Listeneintrag).

## Geschichte
Die Pfarre wurde 1760 gegründet.
Der einheitlich barocke Kirchenbau wurde 1780 erbaut.

## Architektur
Die Pfarrkirche bildet mit dem Schloss Pellendorf und den angrenzenden Wirtschaftsgebäuden ein Bauensemble.
Das Kirchenäußere zeigt ein Langhaus und einen eingezogenen Chor mit einem segmentbogigen Schluss, die Fassaden haben eine Doppellisenengliederung und Rundbogenfenster. Über der Westgiebelfront ruht ein Dachreiter mit Ecklisenen, Uhrengiebeln und einem Haubendach mit einem Pyramidenspitz. Nördlich und südlich befinden sich am Chor zweigeschoßige Anbauten unter einem Walmdach. An der Apsiswand befindet sich ein eingemauertes Relief Flucht nach Ägypten, Geburt Christi, hl. Rochus in einer architektonischen Rahmung aus dem zweiten Viertel des 16. Jahrhunderts.
Das Kircheninnere zeigt ein Langhaus mit einem schmäleren Emporenjoch und zwei breite Langhausjoche mit querrechteckigen Platzlgewölben über Gurtbögen auf polygonalen Wandpfeilern mit Kämpferkapitellen und ionischen Pilastervorlagen, die Gewölbefelder haben geschweifte Stuckrahmen. Die platzlunterwölbte Westempore hat eine vorschwingende Brüstung. Der eingezogene eingerundete Triumphbogen ist rundbogig. Das längsrechteckige Chorjoch hat eine Flachkuppel und eine Apsiskonche. Die Oratorienfenster im Chor haben eine Putzrahmung.

## Einrichtung
Der Hochaltar um 1780 ist ein stuckmarmorner frühklassizistischer Wandaltar mit Pilastergliederung, das Altarblatt Martyrium der hl. Katharina malte Martin Johann Schmidt 1783, der freistehende Altartisch trägt einen Tabernakel um 1800.
Die Seitenaltäre zeigt die Ölbilder Heilige Familie und hl. Aloysius um 1800 auf hölzernen Postamenten nach 1800.
Die Orgel baute Johann M. Kauffmann 1911.